# یک زن تنها (فیلم ۲۰۰۸)
یک زن تنها یا یک زن مجرد (به انگلیسی: A Single Woman) فیلمی محصول سال ۲۰۰۸ و به کارگردانی کامالا لوپز است. در این فیلم بازیگرانی همچون جین ماری سیمپسون، جاد نلسن، پاتریشا آرکت، مارتین شین، فرانسیس فیشر، چاندرا ویلسون، پیتر کایوتی، کرن بلک، مارگو کیدر، الیزابت پنیا و میمی کندی ایفای نقش کرده‌اند.